# DEAL
In crittografia, il DEAL (acronimo di Data Encryption Algorithm with Larger blocks) è un cifrario a blocchi derivato dal DES (spesso indicato come DEA, Data Encryption Algorithm, da cui la derivazione di DEAL). Il progetto fu proposto ufficialmente nel 1998 da Lars Knudsen, e fu inserito nella lista dei candidati al processo di standardizzazione dell'AES da Richard Outerbridge, il quale precisò che Knudsen aveva comunque presentato la struttura del cifrario al SAC del 1997.

## Struttura
Il DEAL è una rete di Feistel che utilizza il DES come funzione centrale. Opera su blocchi lunghi 128
bit ed con chiavi che possono essere lunghe 128, 192 o 256 bit. La lunghezza della chiave influenza il numero di passaggi: per le chiavi di 128 e 192 bit questi sono 6, mentre per le chiavi di 256 essi diventano 8. Il DEAL supporta le 4 modalità di funzionamento del DES: Electronic Codebook (ECB), Cipher Block Chaining (CBC), Cipher FeedBack(CFB) e Output FeedBack (OFB).
Inizialmente viene richiamato il gestore della chiave, che restituisce tante sottochiavi da 64 bit l'una quanti sono i passaggi da effettuare (che, come detto, dipendono dalla lunghezza della chiave stessa). Poi viene eseguito l'algoritmo vero e proprio, che opera dividendo ogni singolo blocco di dati in 2 metà: una metà viene cifrata con la sottochiave relativa al passaggio in esecuzione e poi il risultato viene combinato tramite XOR con l'altra metà. A questo punto le due metà vengono invertite e si ripete l'algoritmo fino al completamento dei passaggi previsti. Al termine di questo processo viene restituito un blocco di testo cifrato di 128 bit.
Lo schema con 6 passaggi ha prestazioni comparabili a quelle del Triple DES, molto lente se comparate a quelle degli altri candidati dell'AES.

## Sicurezza
L'autore dichiara che un semplice attacco meet-in-the-middle richiede un tempo di 2168 e 2224, rispettivamente per l'implementazione con 6 e per quella con 8 passaggi. Sempre secondo Kudsen, il più efficace attacco al DEAL a 6 passaggi permette di violare l'algoritmo con 2121cifrature DES e 270 testi in chiaro scelti.